# チャイナタウン駅 (ロサンゼルス)
チャイナタウン駅（Chinatown）は、アメリカ合衆国カリフォルニア州ロサンゼルス郡にあるロサンゼルス郡都市圏交通局L線の駅である。

## 駅構造
島式ホーム1面2線の高架駅。

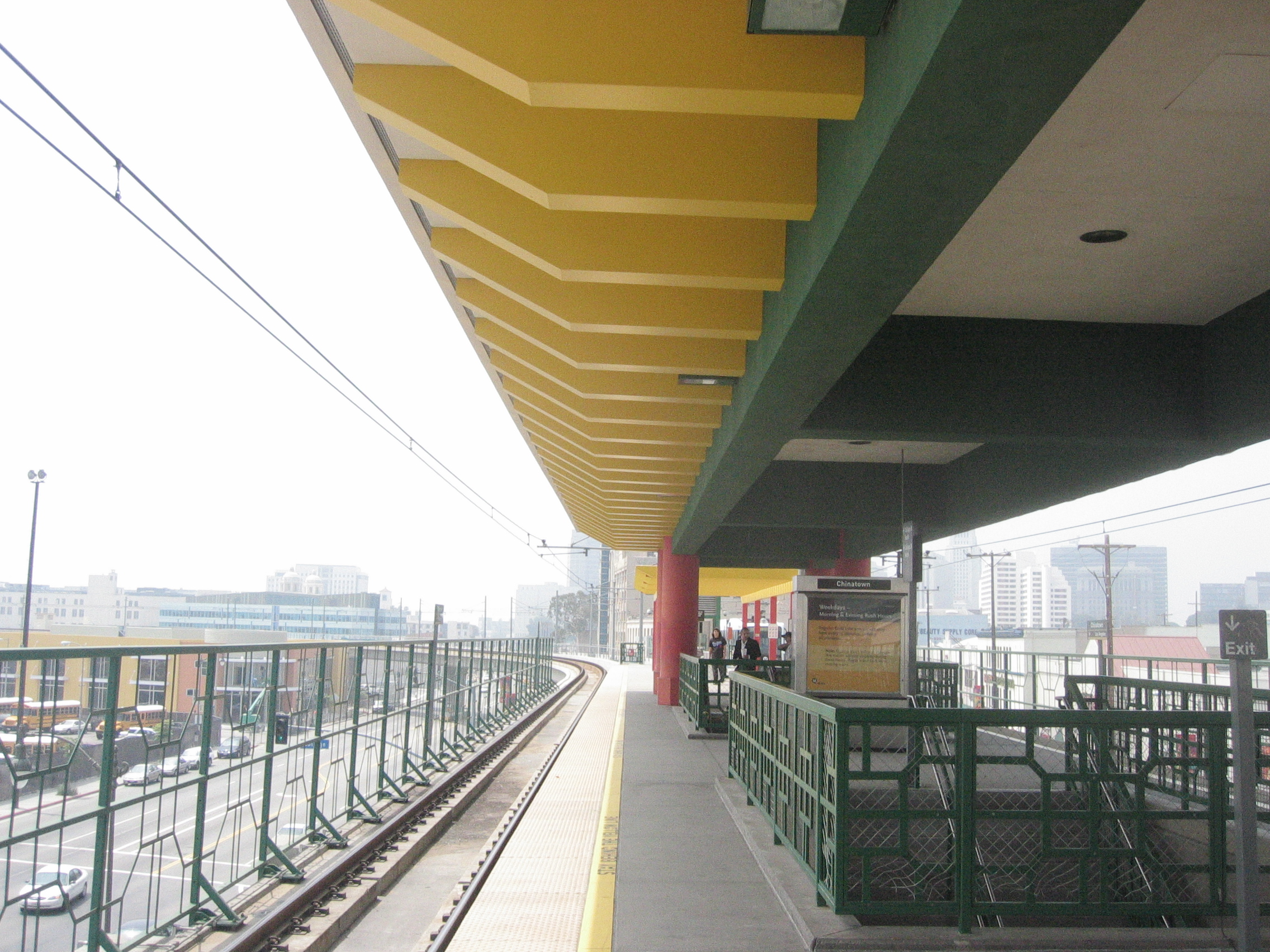
駅ホーム
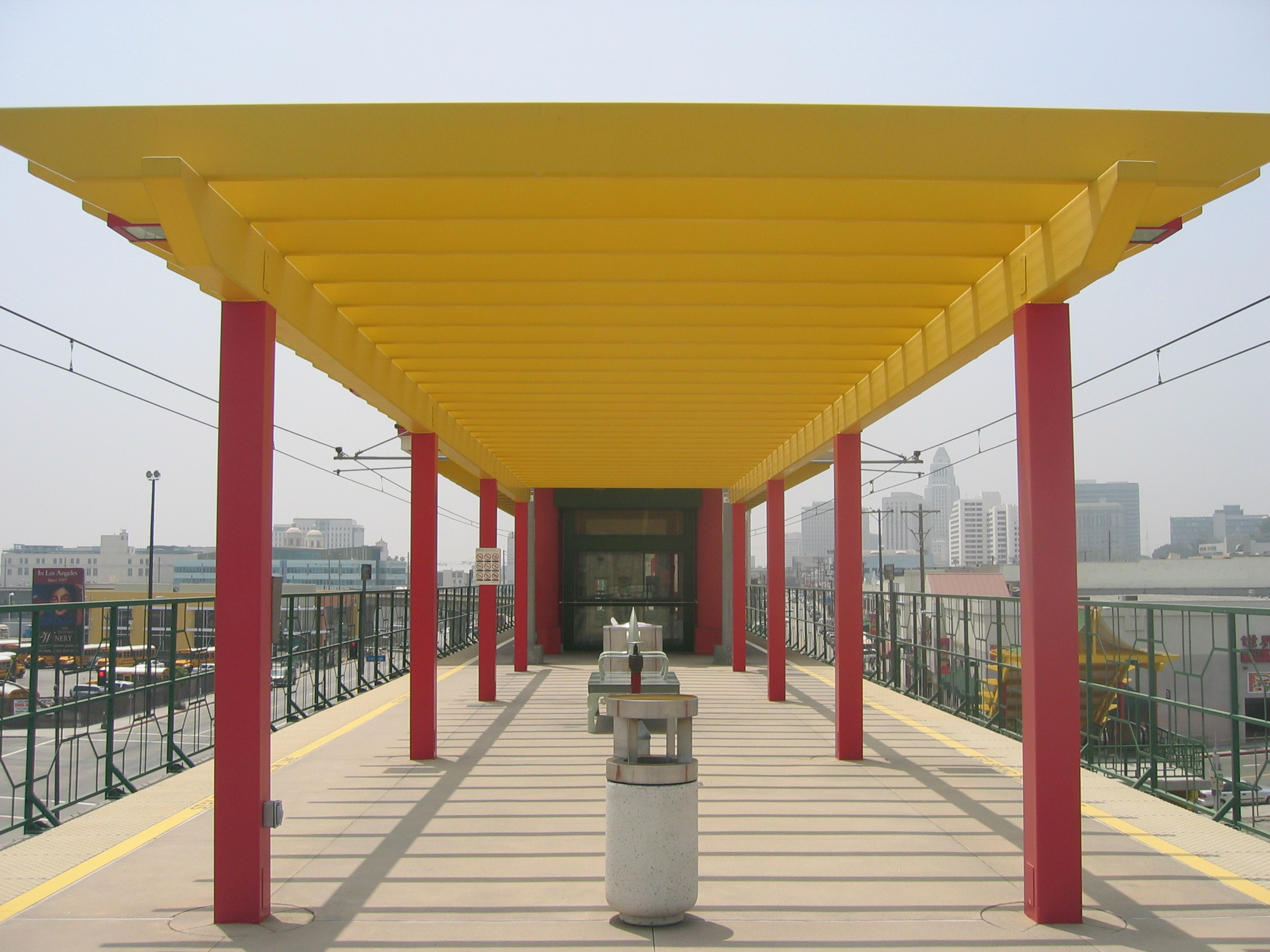
駅ホーム

## 駅周辺
- チャイナタウン
- チャイナタウンジェウェリーマート
- チャイナタウン図書館
- ダイナスティーショッピングセンター

## 歴史
- 2003年7月26日 - 開業

## 隣の駅
ロサンゼルス郡都市圏交通局
■A線
ユニオン駅 - チャイナタウン駅 - リンカーンヘイツ/シプレスパーク駅